# Châtelaudren
Châtelaudren (Bretons: Kastellaodren) is een plaats en voormalige gemeente in het Franse departement Côtes-d'Armor, in de regio Bretagne. De plaats maakt deel uit van het arrondissement Guingamp en ligt langs de N12/E50 tussen Saint-Brieuc en Guingamp.

## Geschiedenis
Châtelaudren is op 1 januari 2019 gefuseerd met de gemeente Plouagat tot de gemeente Châtelaudren-Plouagat. 

## Geografie
De oppervlakte van Châtelaudren bedraagt 0,5 km².
De onderstaande kaart toont de ligging van Châtelaudren met de belangrijkste infrastructuur en aangrenzende gemeenten.

## Demografie
Onderstaande figuur toont het verloop van het inwonertal.